# Henry C. Potter
Henry Codman Potter (New York, 13 novembre 1904 – New York, 31 agosto 1977) è stato un regista e produttore teatrale statunitense.

## Biografia
Terminati gli studi alla Drama School, presso l'Università Yale, acquistò una solida reputazione come regista teatrale. Esordì nella regia cinematografica con la commedia Il nemico amato (1936). La commedia e il musical costituirono i suoi generi preferiti. A dispetto di soggetti elaborati in modo apparentemente stereotipato - così la questione femminile in La dama e il cowboy (1938) o il consumismo del secondo dopoguerra americano in La casa dei nostri sogni (1948) - e dell'utilizzo di espedienti narrativi convenzionali - lo scambio di persona, il confronto tra persone di cultura e ceto sociale diverso - il cinema di Henry C. Potter è tutt'altro che di maniera. Con coerenza, il regista, che rivendicò sempre le sue origini teatrali, sviluppò un discorso di svelamento degli inganni e delle artificiosità della messa in scena filmica, attraverso l'uso di paradossi e discontinuità narrative. Si servì, a tale scopo, di una regia tecnicamente neutra, in cui lasciare ampio spazio all'improvvisazione dell'attore. Così è nei due musical con Fred Astaire in Follie di jazz (1941) e La vita di Vernon e Irene Castle (1939); con Cary Grant nel già citato La casa dei nostri sogni (1948), e con Loretta Young - cui l'interpretazione in La moglie celebre (1947) valse l'Oscar. Non è casuale, dunque, che il lavoro più celebre del regista fu Hellzapoppin', sgangherato e demenziale film comico del 1941, sceneggiato anche da Nat Perrin, che aveva collaborato con i fratelli Marx.

## Filmografia
- Il nemico amato (Beloved Enemy) (1936)
- Ali nella bufera (Wings over Honolulu) (1937)
- Romance in the Dark (1938)
- The Shopworn Angel (1938)
- La dama e il cowboy (The Cowboy and the Lady) (1938)
- La vita di Vernon e Irene Castle (The Story of Vernon & Irene Castle) (1939)
- L'ultimo ricatto (Blackmail) (1939)
- Congo Maisy (1940)
- Follie di jazz (Second Chorus) (1940)
- Hellzapoppin' (1941)
- La dama e l'avventuriero (Mr. Lucky) (1943)
- La moglie celebre (The Farmer's Daughter) (1947)
- A Likely Story (1947)
- La casa dei nostri sogni (Mr. Blandings Builds His Dream House) (1948)
- I giorni della vita (The Time of your Life) (1948)
- Devi essere felice (You Gotta Stay Happy) (1948)
- Addio signora Miniver (The Miniver Story) (1950)
- Mia moglie preferisce suo marito (Three for the Show) (1955)
- Sì, signor generale (Top Secret Affair) (1957)